# Detlev Buck
Detlev Buck (* 1. prosince 1962, Bad Segeberg) je německý filmový režisér.
Již svým prvním krátkým filmem v jednadvaceti v roce 1982, Erst die Arbeit und dann? (německy Nejdřív práce a pak co?), se stal jedním z nejznámějších mladých filmových tvůrců, kteří pracují v Německu. Jeho první masověji distribuovaná práce Karniggels v roce 1991 ho vynesla na mezinárodní úroveň a od té doby vytváří krátké i masově distribuované filmy. Je známý svými štěky, které se objevují v jeho práci a také tím, že hraje ve filmech svých kolegů režisérů. Pěkný příklad jeho hereckých schopností je zaznamenán ve filmu Modrý měsíc.

## Filmografie
- 1993: Wir können auch anders – režie: D. Buck (s Joachimem Królem a Horstem Krausem)
- 1999: Sonnenallee – režie: Leander Haußmann (s Henryem Huebchenem, Robertem Stadloberem, Alexanderem Beyerem a Katharinou Thalbachovou)
- 2002: Modrý měsíc – režie: Andrea Maria Dusl (s Josefem Haderem)